# بلبوس أرمني
بلبوس أرمني (الاسم العلمي:Muscari armeniacum) هو نوع من النباتات يتبع جنس البلبوس من الفصيلة الهليونية.
 يحتوي النبات الذي يحمل الاسم Muscari أيضًا على بعض ألالقاب- «أفعى البصل» و «صفير الفأر». هذا نبات يزهر في وقت أبكر من غيره. تنمو عدة أوراق طويلة ممتلئة وسويقة ذات أزهار زرقاء زاهية من بصلة صغيرة.

## وصف النبتة
حسب وصفها النباتي، فإن صفير الفأر عبارة عن نباتات ذات عمر طويل وقصيرة بالحجم (15-25 سم) (طول الزهرة)مصابيح بيضاوية الشكل، باحجام صغيرة، يصل ارتفاعها إلى 3.5 سم، يمكن أن تنتج لمبة واحدة عدة سيقان. الأوراق القاعدية خطية (يصل طولها إلى 18 سم). تنمو الأوراق الجديدة في بعض الأنواع مرة أخرى في الخريف والشتاء خضراء، وفي البعض الآخر تظهر في الربيع عندما يذوب الثلج. تتشكل الزهور على ساقيه عارية. إنها صغيرة نوعًا ما، ولونها أزرق، وأرجواني، وأحيانًا بيضاء وطنها القوقاز وجنوب أوروبا. وفي الظروف الطبيعية، ينمو في البحر الأبيض المتوسط وآسيا الصغرى والوسطى، في شبه جزيرة القرم والقوقاز.

### أنواع المسكاري الشهيرة
- «رحلة الخيال» - شجيرة ذات أزهار زرقاء
- «بيبرمينت لوليبوب» - مجموعة متنوعة مع النورات الزرقاء
- «الفجر الوردي» - نبتة ذات أزهار عنصرية وردية شاحبة؛
- فاليريا هو تنوع مذهل مع الزهور الزرقاء والبيضاء؛
- «عبق ذهبي» - تتميز بالنورات الذهبية الجميلة؛
- «المحيط السحري».[3]

## العوامل البيئية المناسبة
الطريقة التقليدية لزراعة المسكاري هي زرع بصيلات نائمة في ثقوب مطبوخة. طريقة أقل فعالية هي زراعة النباتات المزهرة بالفعل.
توضع المصابيح الكبيرة على مسافة 7-11 سم، وعمق 8-9 سم، ويجب أن يكون الفاصل بين المصابيح الصغيرة حوالي 2.5-4 سم، ويجب أن يتم دفنها أقل، مع الحفاظ على مسافة 3-5 سم.

## معرض صور

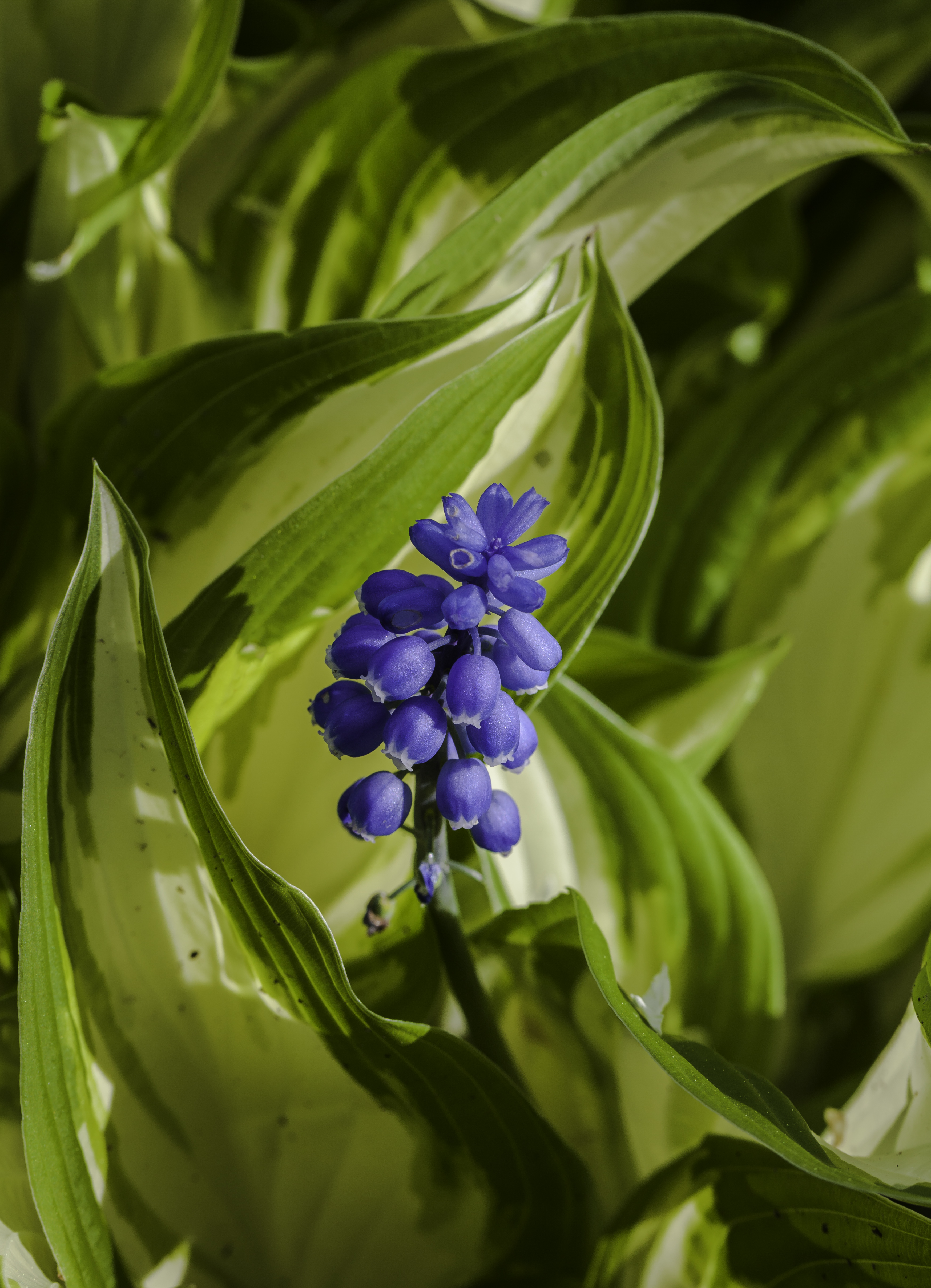
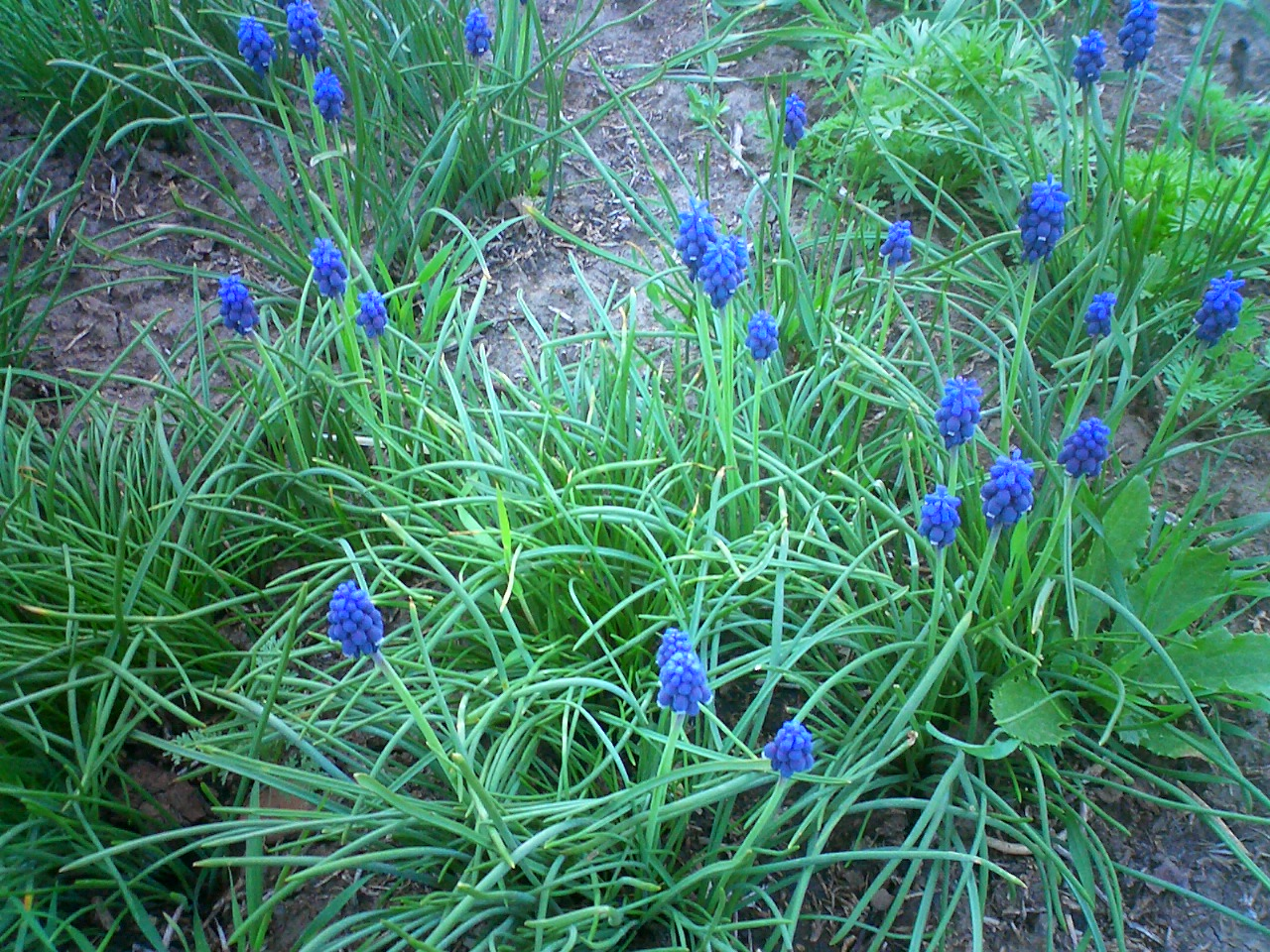
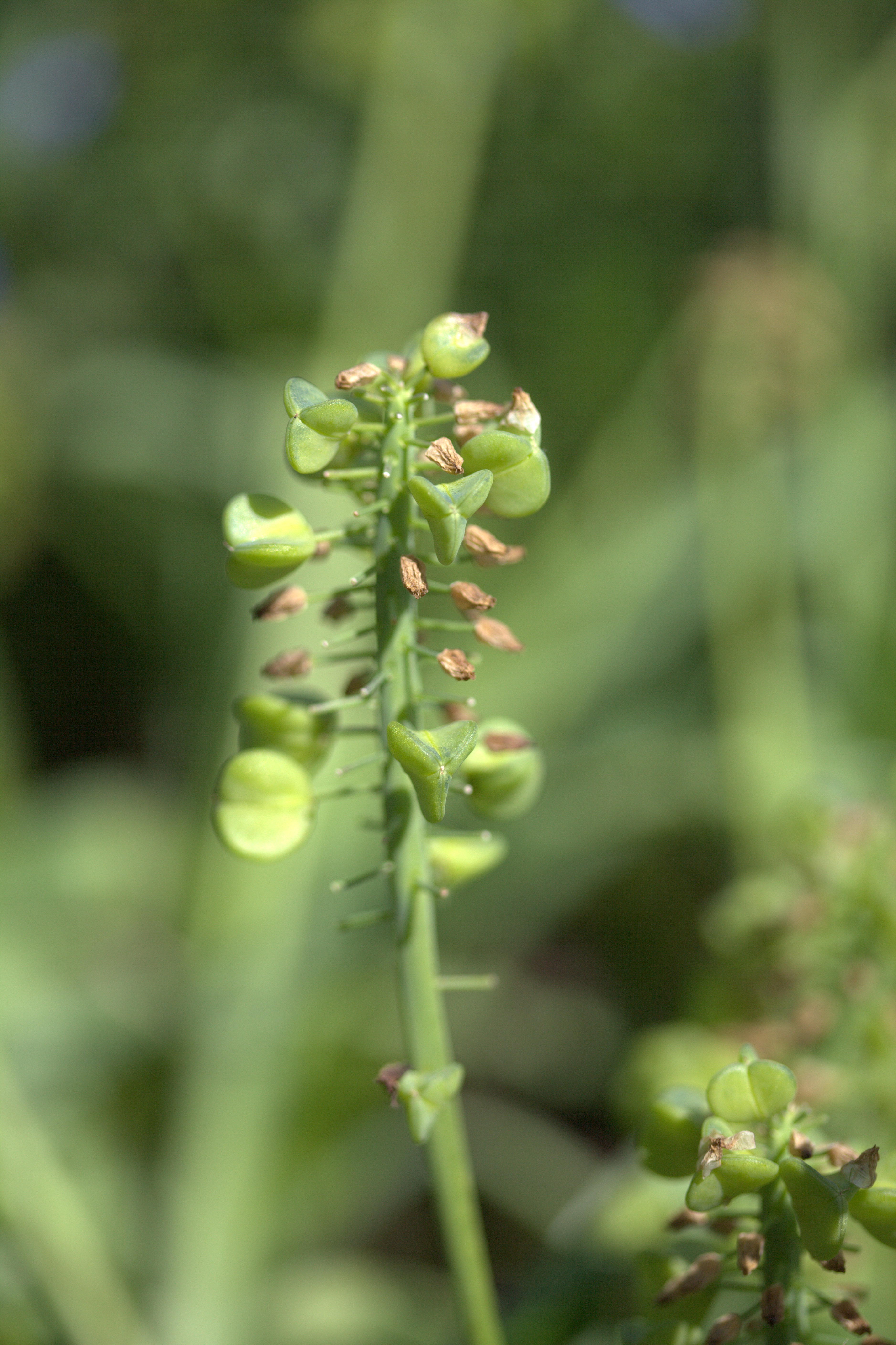